# Джаггернаут

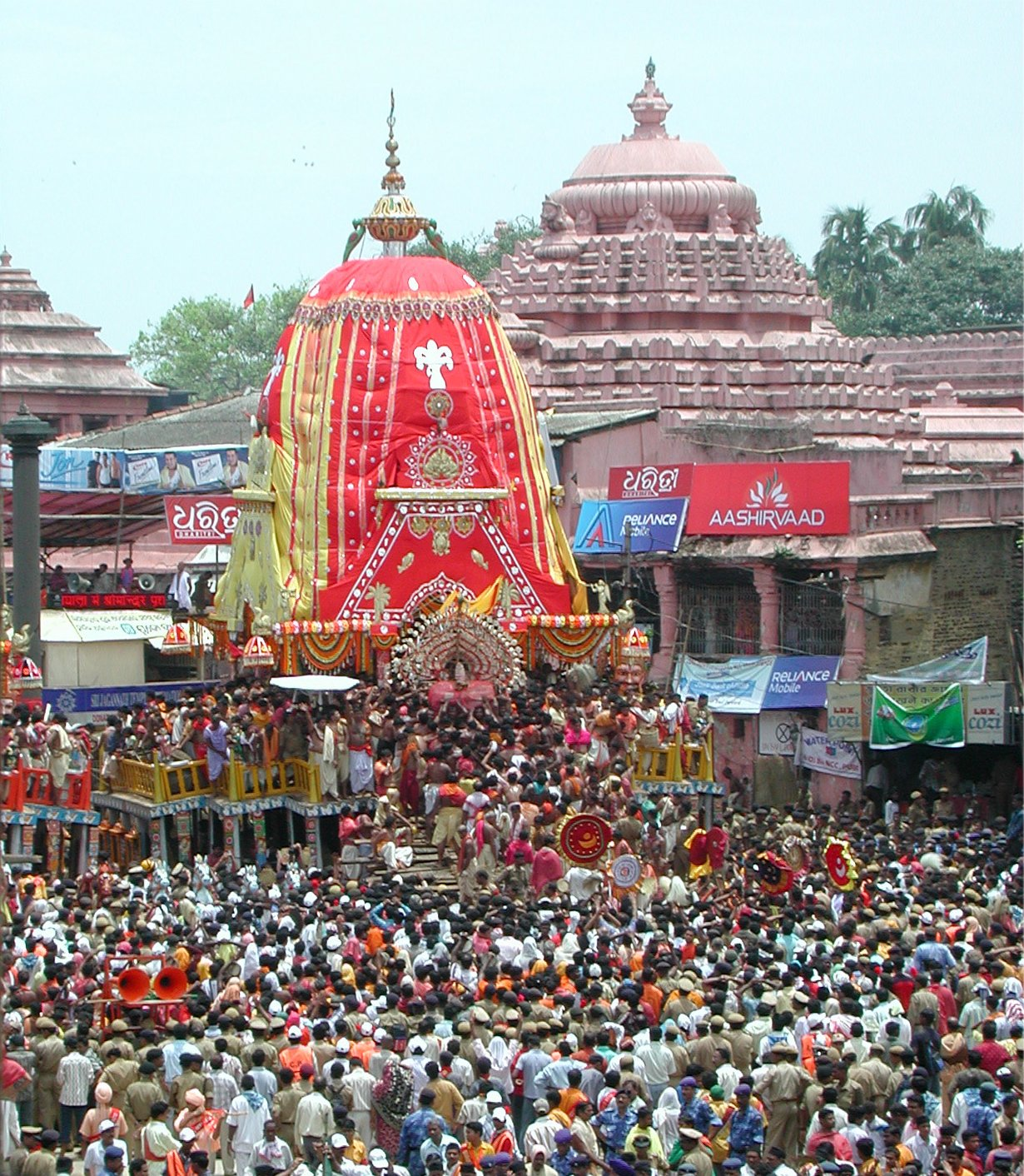
Ратха-ятра в Пури в 2007 году

Джаггерна́ут (англ. Juggernaut) — термин, который используется для описания проявления слепой непреклонной силы; для указания на кого-то, кто неудержимо идёт напролом, не обращая внимания на любые препятствия. Происходит от санскритского слова Джаганнатха, которое в переводе означает «владыка Вселенной» и является одним из имён Кришны в индуизме. Придание этому имени такого значения связано с ритуалом Ратха-ятры, в ходе которого около 4000 человек тянут огромную колесницу со статуей божества Джаганнатхи. В прошлом индусы часто бросались под колёса колесниц, так как считается, что тот, кто погибает таким образом, получает освобождение и возвращается в духовный мир.

## В военной истории
Во время Второй мировой войны английские лётчики называли Джаггернаутом поставляемый по ленд-лизу истребитель P-47 Thunderbolt.

## В популярной культуре
В серии игр Command&Conquer Джаггернаутом назван один из типов артиллерийских платформ GDI, в видеоигре Warcraft 2 Джаггернаутом назван линейный корабль орков, а также в видеоигре Call of Duty: Modern Warfare 3 Джаггернаутами называют людей, одетых в практически неуязвимую броню, в видеоигре Dota 2 Джаггернаутом назван один из героев, также в игре Grand Theft Auto 5, Джаггернаут представляет собой человека, одетого в непробиваемую броню, Juggernaut: The New Story for Quake II — первое неофициальное «дополнение» к Quake 2, выпущенное командой Head Games , в комиксах Marvel Джаггернаутом назван один из персонажей. В космической стратегии Stellaris Джаггернаутом назван самый мощный космический корабль, имеющий на борту как собственные верфи, способные производить более мелкие военные корабли, так и собственное вооружение. 
Во вселенной «Звёздных Войн» есть целый ряд наземных бронированных колёсных средств с таким названием. Во вселенной «Чужих» Джаггернаутом называется массивный космический корабль Инженеров, найденный на LV-223, фигурирующий в фильме «Прометей».